# 비단뱀속
비단뱀속(Python)은 비단뱀과에 속하는 뱀 속의 하나로, 동반구의 열대 지방과 아열대 지방에서 자생한다.
비단뱀이라는 이름은 프랑수아 마리 도댕이 1803년 비독성 반점뱀을 위해 제안한 것이다. 현재 10종의 비단뱀이 유효한 분류군으로 인정받고 있다.
이전에 비단뱀 아종으로 여겨졌던 3종이 승격되었고, 새로운 종이 인정되었다.

## 분류법
비단뱀이라는 속명은 1803년 프랑수아 마리 도댕이 피부에 반점이 있고 혀가 길게 갈라진 독이 없는 뱀을 위해 제안한 것이다.
1993년, 7종의 비단뱀이 유효한 분류군으로 인정되었다. 계통유전학적 분석을 바탕으로 7~13종의 비단뱀이 인정된다.

## 분포 및 서식지

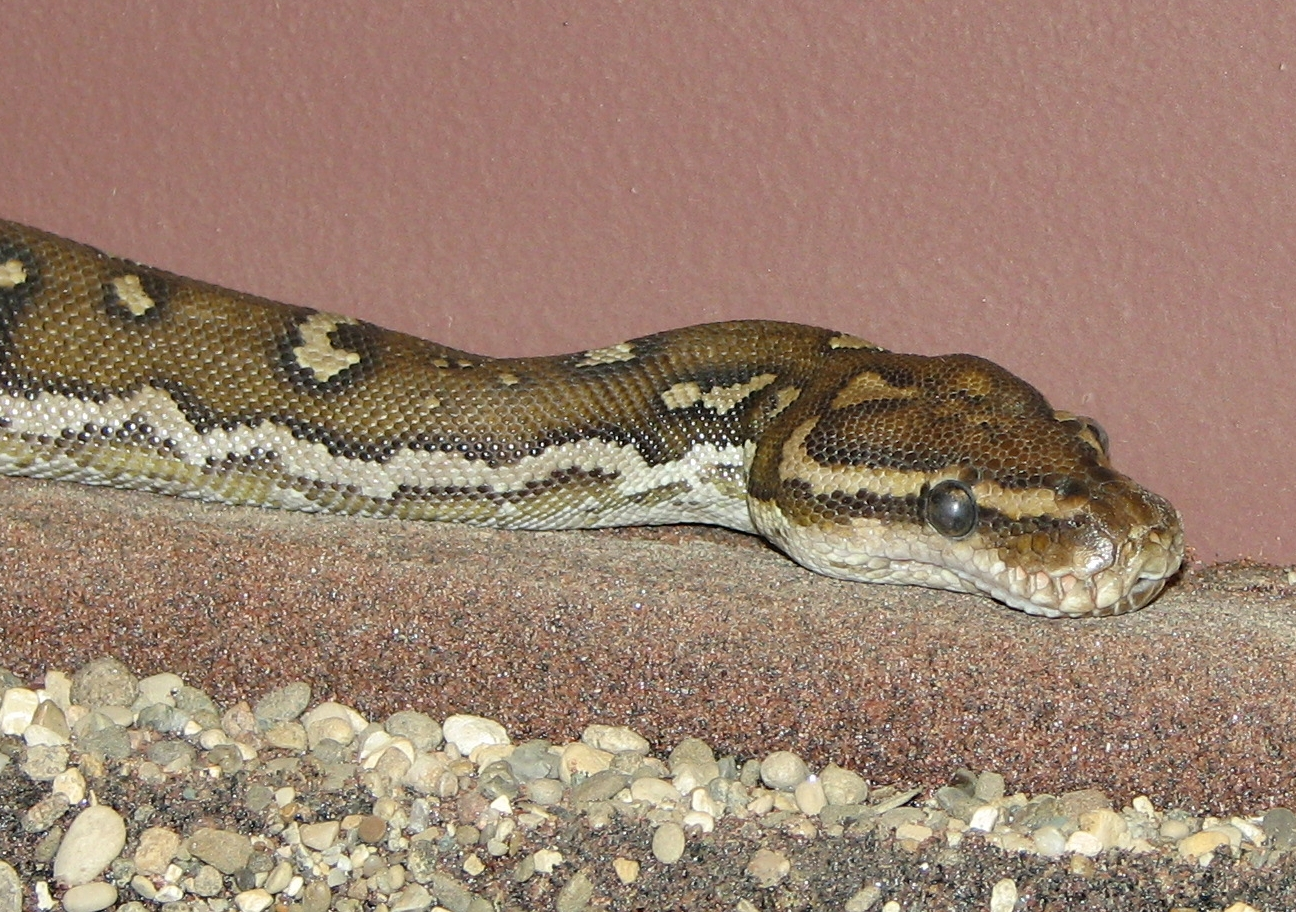
앙골라비단뱀

아프리카에서, 비단뱀은 사하라 남쪽의 열대 지방에서 자생하지만, 남아프리카의 극남서쪽 끝이나 마다가스카르에서는 자생하지 않다. 아시아에서는 니코바르 제도를 포함한 방글라데시, 네팔, 인도, 파키스탄, 스리랑카에서 미얀마를 거쳐 동쪽으로 인도차이나, 중국 남부, 홍콩, 하이난성은 물론 인도네시아와 필리핀의 말레이시아 지역에서도 발생한다.

### 침습적
일부는 버마비단뱀과 아프리카비단뱀이 남부 플로리다주에서 문제가 있는 침습종일 가능성이 있다고 주장한다. 2016년 초 도태작업으로 106마리의 비단뱀이 나온 뒤 에버글레이즈 국립공원 관계자들은 "수천 마리"가 공원 내에 살 수 있으며, 이 종이 몇 년 전부터 번식해 왔다고 제안했다. 좀 더 최근의 자료들은 이 비단뱀들이 플로리다주 북쪽의 겨울 기후를 견디지 못할 것이라는 것을 암시하고 있는데, 이는 이전의 연구와는 상반되는 것으로, 지리적으로 더 중요한 잠재적 범위를 시사하고 있다.